# 西克羅伊登站
西克羅伊登站（英語：West Croydon station）是英國國營鐵路公司、倫敦電車連線和倫敦巴士的一個車站，位於克羅伊登區，位於倫敦第5收費區。西克羅伊登站自2010年5月23日開始也是倫敦地上鐵的車站。

## 外部連結
- West Croydon tram stop （页面存档备份，存于） on The Trams website
- Transport for London information on the East London line extension
- 列车时刻表及车站信息：西克羅伊登站，来自英国铁路官方网站